# Vivian Chukwuemeka
Vivian Chukwuemeka (sinh ngày 4 tháng 5 năm 1975) là vận động viên đẩy tạ người Nigeria, tham dự Olympic hai lần. Cô giành huy chương vàng nội dung đẩy tạ tại Đại hội thể thao Khối thịnh vượng chung năm 2002 và giành được ba danh hiệu liên tiếp tại Đại hội thể thao châu Phi từ 1999 đến 2007. Cô là nhà vô địch châu Phi trong bộ môn đẩy tạ các năm 2002, 2006 và 2008. Cô cũng tham gia thi đấu nội dung ném đĩa và ném búa, nhưng không thuộc cấp độ thế giới.
Cú ném tốt nhất của cá nhân cô là 18,43 mét, xác lập vào tháng 4 năm 2003 tại Walnut, California. Thành tích này cũng xác lập kỷ lục châu Phi.
Cô tham dự Thế vận hội Mùa hè 2000 và Giải vô địch thế giới năm 2003 và 2005 nhưng không lọt vào trận chung kết. Cô giành tấm huy chương bạc tại Đại hội thể thao Khối thịnh vượng chung năm 2006.
Cô tốt nghiệp Đại học Azusa Pacific năm 2006 với bằng Cử nhân Công tác Xã hội.
Cô nhận án phạt treo giò hai năm vì cuộc thử nghiệm ma túy tại Giải vô địch Nigeria năm 2009 đã chứng minh cô có dùng doping. Chukwuemeka đối đầu căng thẳng với Liên đoàn điền kinh Nigeria. Bản báo cáo xác nhận mẫu thử "B" của cô có nhiều lỗi không rõ ràng như sự không nhất quán về số chai và ngày tháng lấy mẫu. Cô bị từ chối cho phép người đại diện tại cuộc thử nghiệm thứ hai ở Nam Phi. Cô cáo buộc những người kiểm tra doping Nigeria tham nhũng và quấy rối tình dục, cáo buộc chủ tịch liên đoàn Solomon Ogba ép Amaka Ogoegbunam buộc tội cô phân phối ma túy. Khiếu nại của cô đã bị hội đồng kháng cáo bác bỏ và lệnh cấm IAAF hai năm của cô vẫn hiệu lực.
Chukwuemeka trở lại thi đấu vào năm 2012 và tiếp tục bị phát hiện doping trong cuộc thử nghiệm thuốc thứ hai - steroid stanozolol đồng hóa - ngay trước Thế vận hội Mùa hè 2012. Cô bị cấm thi đấu cả đời.

## Thành tích
| Năm                  | Giải đấu              | Địa điểm              | Thứ hạng             | Nội dung             | Chú thích            |
| Representing Nigeria | Representing Nigeria  | Representing Nigeria  | Representing Nigeria | Representing Nigeria | Representing Nigeria |
| -------------------- | --------------------- | --------------------- | -------------------- | -------------------- | -------------------- |
| 2000                 | Olympic Games         | Sydney, Australia     | 14th                 | Shot put             | 17.47 m              |
| 2002                 | Commonwealth Games    | Manchester, Anh       | 1st                  | Shot put             | 17.53 m              |
| 2002                 | Commonwealth Games    | Manchester, Anh       | 9th                  | Discus throw         | 53.44 m              |
| 2002                 | African Championships | Radès, Tunisia        | 1st                  | Shot put             |                      |
| 2002                 | African Championships | Radès, Tunisia        | 2nd                  | Discus throw         |                      |
| 2002                 | World Cup             | Madrid, Spain         | 7th                  | Shot put             |                      |
| 2003                 | All-Africa Games      | Abuja, Nigeria        | 1st                  | Shot put             |                      |
| 2003                 | All-Africa Games      | Abuja, Nigeria        | 2nd                  | Discus throw         |                      |
| 2003                 | All-Africa Games      | Abuja, Nigeria        | 3rd                  | Hammer throw         |                      |
| 2006                 | Commonwealth Games    | Melbourne, Australia  | 2nd                  | Shot put             |                      |
| 2006                 | Commonwealth Games    | Melbourne, Australia  | 9th                  | Discus throw         |                      |
| 2006                 | African Championships | Bambous, Mauritius    | 1st                  | Shot put             |                      |
| 2006                 | African Championships | Bambous, Mauritius    | 2nd                  | Discus throw         |                      |
| 2006                 | World Cup             | Athens, Hy Lạp        | 8th                  | Shot put             |                      |
| 2007                 | All-Africa Games      | Algiers, Algérie      | 1st                  | Shot put             | 17.60 m              |
| 2007                 | All-Africa Games      | Algiers, Algérie      | 3rd                  | Discus throw         | 52.52 m              |
| 2007                 | All-Africa Games      | Algiers, Algérie      | 4th                  | Hammer throw         | 58.15 m              |
| 2008                 | African Championships | Addis Ababa, Ethiopia | 1st                  | Shot put             | 17.50 m              |
| 2008                 | Olympic Games         | Beijing, China        | 24th (q)             | Shot put             | 17.15 m              |